# Neptune (Schiff, 1955)
Die Neptune war ein Kreuzfahrtschiff der griechischen Epirotiki Lines, das 1955 als Meteor für die norwegische Det Bergenske Dampskibsselskab in Dienst gestellt wurde. Das Schiff blieb bis 1994 in Fahrt und wurde nach mehreren Jahren Liegezeit 2002 in der Türkei abgewrackt.

## Geschichte
Die Meteor wurde unter der Baunummer 104 in der Aalborg Værft in Aalborg gebaut und am 6. Mai 1954 vom Stapel gelassen. Nach der Übernahme durch die Det Bergenske Dampskibsselskab am 14. Januar 1955 wurde das Schiff am 22. Januar auf der Hurtigruten sowie für Kreuzfahrten in den norwegischen Fjorden eingesetzt.
Seit 1958 war die Meteor ausschließlich für Kreuzfahrten im Einsatz. In den Wintermonaten im Mittelmeer sowie in der Karibik und in den Sommermonaten vor Norwegen. Nach weiteren zwölf Jahren im Dienst ging das Schiff 1970 an die neu gegründete Reederei Meteor Cruises mit Sitz in Bergen.
Am 22. Mai 1971 brach während einer Kreuzfahrt von Vancouver nach Alaska in der Straße von Georgia ein Brand an Bord der Meteor aus. 32 Besatzungsmitglieder kamen dabei ums Leben. Das ausgebrannte Schiff wurde anschließend zum Totalschaden erklärt. Dennoch fand es mit der griechischen Epirotiki Lines einen neuen Eigner, der es in Neptune umbenannte und im November 1971 zur Reparatur nach Griechenland schleppen ließ.
Im April 1972 konnte die Neptune wieder in Dienst gestellt werden. Das Schiff wurde fortan für Kreuzfahrten im Mittelmeer sowie in der Nordsee genutzt. Die Neptune blieb mehr als zwanzig Jahre lang für Epirotiki in Fahrt, ehe sie 1994 ausgemustert und in Eleusis aufgelegt wurde.
Nach acht Jahren Liegezeit wurde das Schiff zum Abwracken verkauft und traf am 2. März 2002 in der Abbruchwerft im türkischen Aliağa ein.

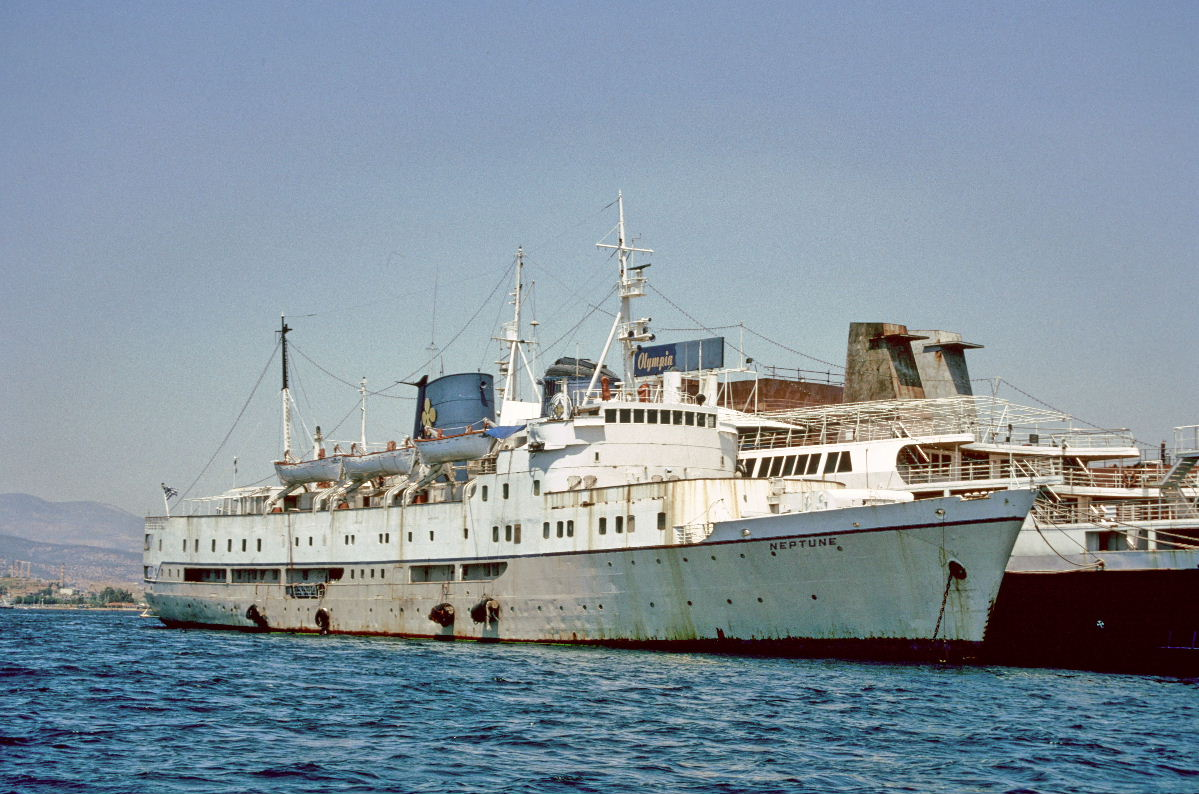
Die Neptune aufgelegt in Eleusis, 2001